# Rene Santiago
Rene Santiago est un boxeur portoricain né le 10 avril 1992 à Humacao.

## Carrière
Passé professionnel en 2014, il devient champion du monde des poids mi-mouches WBO le 13 mars 2025 après sa victoire aux points contre Shokichi Iwata.

## Référence
1. ↑  (en) Shokichi Iwata vs. Rene Santiago (boxrec.com)